# 王曉萍 (台灣企業家)
王曉萍（Carol Wang，1975年－），臺灣女性企業家，為恆豐集團董事長王震乾的女兒，畢業於南加州大學經濟系、時尚設計商業學院時尚行銷系。
2010年12月17日，王曉萍與臺灣藝人顧瀚畇登記結婚。2011年，王曉萍產下一女，英文名Anna，後於2013年產下一子。2014年3月21日MISS SOFI品牌轉型並請到名媛孫芸芸代言兼設計。